# Мжельский, Михаил Вячеславович
Михаил Вячеславович Мжельский (29 марта 1995 года, Санкт-Петербург) — российский футболист, вратарь.

## Карьера
Футболом начал заниматься в СДЮСШОР «Зенит» в 6 лет, где сразу встал в ворота. Первый тренер — Виктор Всеволодович Виноградов. На юношеском уровне играл также и в других ведущих спортшколах Петербурга: «Коломяги» и Академии «Зенита». Обладает неординарным для футболиста ростом — 203 см.
Начинал карьеру в «Зените-2», но после выхода команды в ФНЛ перестал попадать в состав. Летом 2017 года стал игроком «Анжи-Юниор».
В январе 2018 года был на просмотре в подмосковных «Химках», на тот момент выступающих в ФНЛ. В феврале перешёл в фарм-клуб московского «Локомотива» — «Казанку». В летнее трансферное окно вновь попав в сферу интереса «Химок». Также Михаилом интересовался клуб Премьер-Лиги «Урал» из Екатеринбурга и «Сибирь» из ФНЛ.
Летом 2019 года находился на просмотре в клубе ФНЛ «Томь». В августе того же года, не найдя команду в России, переехал в Кыргызстан, где подписал контракт с «Алаем». В дебютном матче в местной Премьер-Лиге против «Илбирса» сыграл на ноль и отразил пенальти.
В июле 2020 года был на просмотре в любительском клубе «Динамо СПб». Дебютировал в составе команды 10 августа в матче против «Химика» из Коряжмы в рамках Чемпионата Третьего дивизиона 2020, выйдя на замену в конце матча. В 2021 году был основным голкипером команды в городских турнирах. Летом 2021 года был внесён в заявку ФНЛ-2, но не был заигран за бело-голубых на профессиональном уровне. 24 декабря 2021 года покинул «Динамо» по обоюдному согласию сторон. 

## Достижения
- Серебряный призёр чемпионата Кыргызстана: 2019.

## Личная жизнь
Есть брат по имени Александр (1983 г. р.), являющийся профессиональным волейболистом.